# Ambaixada romana (Egipte, 201 aC)
El Llegat romà va enviar una ambaixada romana a Egipte el 201 aC.
Les ambaixades estaven formades per un grup d'ambaixadors i tenien per missió portar missatges del Senat a estats estrangers. El seu nomenament era considerat un gran honor i només es concedia a homes il·lustres.
El senat romà va enviar tres ambaixadors el 201 aC a Ptolemeu V Epífanes d'Egipte, per comunicar la victòria final a la Segona Guerra Púnica i agrair la fidelitat egípcia:
- Gai Claudi Neró
- Marc Emili Lèpid
- Publi Semproni Tudità.[1]